# Petárda (település)
Petárda (régi magyar neve Peterd, horvátul: Baranjsko Petrovo Selo, szerbül: Барањско Петрово Село) falu Horvátországban, Eszék-Baranya megyében. Közigazgatásilag Baranyaszentistvánhoz tartozik. Határátkelőhely Magyarország (Beremend) felé.

## Fekvése

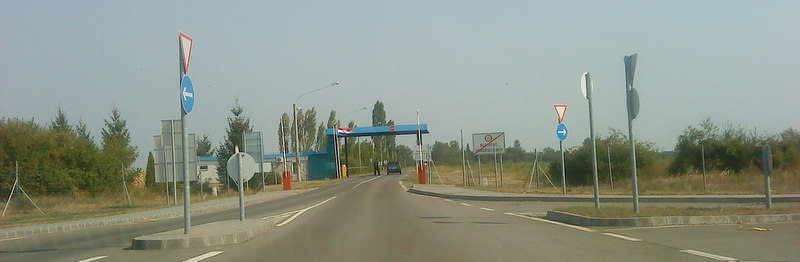
A határátkelő

Eszéktől légvonalban 26, közúton 37 km-re északnyugatra, községközpontjától légvonalban 4, közúton 6 km-re nyugatra, Baranyában, a Drávaszög nyugati részén, a magyar határ mellett fekszik. A magyar-horvát határtól 1 km-re fekszik. Magyarországról legkönnyebben a beremendi határátkelőn közelíthető meg. A tervezett A5-ös autópálya a közelében fog elhaladni. A legközelebbi vasútállomás Pélmonostoron van.

## Története
A település Peterd néven már a középkorban is létezett. Első írásos említése „Peturd” néven történt a pécsi káptalan 1349. május 19-én kelt oklevelében, melyben annak a három Baranyai vármegyei falunak a határát, melyet Szőke Péter fia Bana és ennek fia Miklós, Zuglaki Fülpös fiának Filpének cserébe adtak, megjáratja (határjárás), és erről bizonyságlevelet ad ki. 1399-ben és 1433-ban „Peterd” alakban említik. Feltehetően birtokmegosztás révén két részre oszlott, mert részeit 1389-ben „Kyspeterd”, 1457-ben „Naghpeterd” néven találjuk. A középkori falu valószínűleg az 1526-os török hadjáratban pusztult el. Az 1591-es török adókönyvben „Porda puszta” néven szerepel.
A térség 1687-ben a nagyharsányi csata után szabadult fel a török uralom alól. Az 1721-es egyházlátogatás iratában ez olvasható: „Tanúbizonyságot tettek arról, hogy az út mentén a régi Petarda falu helyén van egy téglából és kőből épített templom, amelyet Szent Lőrinc diakónus és mártír dicsőségére szenteltek. Igaz, teteje már nincsen és a falak egy része is leomlott állapotban van, de a helyiek még mindig eltemetik halottaikat a templom körül...”. A falu a felszabadítás után a dárdai uradalom része lett, bár határának harmada, mivel ártérre esett, többnyire víz alatt állt. Ez az állapot csak a 19. század elején a Dráva és a Krassó-patak szabályozása után szűnt meg. Az Esterházy, majd a Schaumburg-Lippe család volt a birtokosa. Határában főként kukoricát termesztettek. Ebben az időben a faluban csizmadiaműhely működött. A falu iskoláját már 1785-ben említik. A posta 1884-ben nyílt meg a településen.
1857-ben 980, 1910-ben 943 lakosa volt. Baranya vármegye Siklósi járásához tartozott. 1910-ben épült meg a Petárdát Pélmonostorral összekötő vasútvonal, mely 1966-ig üzemelt. A település az első világháború után az új szerb-horvát-szlovén állam, majd később (1929-ben) Jugoszlávia része lett. 1941 és 1944 között ismét Magyarországhoz tartozott, majd a háború után ismét Jugoszlávia része lett. Az elektromos áramot 1962-ben vezették be. Az 1970-es években sokan mentek ki Németországba munkát vállalni. 1991-ben lakosságának 78%-a horvát, 9%-a magyar, 4%-a szerb, 1-1%-a jugoszláv, román, roma stb. nemzetiségű volt.

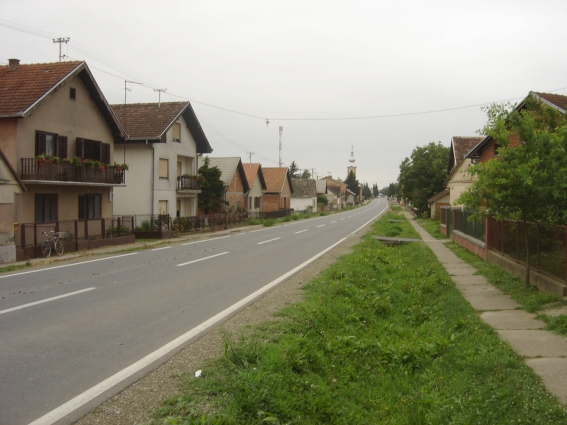
A főutca

A horvátországi háború idején a falu elleni támadás 1991. augusztus 22-én kezdődött, amikor jugoszláv repülőgépek támadták a falu központját. Az anyagi károkon kívül szerencsére nem voltak emberi veszteségek. A támadás hatására a helyiek úgy döntöttek, hogy az összes lakost evakuálni kell. Az evakuálást Belistye irányában hajtották végre. A lakosság kb. 90% -a menekült el, többnyire csak idős emberek maradtak. A faluban maradók terrornak és fosztogatásnak voltak kitéve, közülük heten meghaltak. Az elhagyott házakba Nyugat-Szlavóniából származó szerbek költöztek. A polgárőrség tagjai a horvát hadsereg 107. valpói brigádjához csatlakoztak, ahol 130-an részt vettek a védelmi harcokban, közülük többen elestek. A menekültek csak 1998-ban térhettek vissza otthonaikba, ahol rögtön hozzáláttak az újjáépítéshez. A településnek 2011-ben 525 lakosa volt.
A horvátországi háború idején menekültek érkeztek Kásádra Petárdáról és Torjáncból. 2022-ben Kásád polgármestere, Gavallér Istvánné mesélte el az újságírónak, hogy a falubeliek többeket elszállásoltak, azonban mindenki félt, hogy a szerbek átjönnek, és megtámadják a faluban bujkálókat. Többször átlőttek a határon, de nagyobb atrocitás nem történt.

## Népessége
Lakóinak száma a 2001-es népszámlálás alapján 570 fő és az ott élők több mint 10%-a magyarnak vallotta magát. A nemzetiségi összetétel a következő:
- 71,35% horvát
- 14,40% magyar
- 5,25% szerb
- 3,24% roma
- 1,28% szlovén

| Lakosság változása | Lakosság változása | Lakosság változása | Lakosság változása | Lakosság változása | Lakosság változása | Lakosság változása | Lakosság változása | Lakosság változása | Lakosság változása | Lakosság változása | Lakosság változása | Lakosság változása | Lakosság változása | Lakosság változása | Lakosság változása |
| ------------------ | ------------------ | ------------------ | ------------------ | ------------------ | ------------------ | ------------------ | ------------------ | ------------------ | ------------------ | ------------------ | ------------------ | ------------------ | ------------------ | ------------------ | ------------------ |
| 1857               | 1869               | 1880               | 1890               | 1900               | 1910               | 1921               | 1931               | 1948               | 1953               | 1961               | 1971               | 1981               | 1991               | 2001               | 2011               |
| 980                | 1.072              | 1.027              | 1.059              | 1.006              | 943                | 960                | 1.105              | 1.059              | 955                | 911                | 878                | 788                | 779                | 570                | 525                |

## Gazdaság
A településen hagyományosan a mezőgazdaság és az állattartás képezi a megélhetés alapját.

## Nevezetességei
Szent Lőrinc tiszteletére szentelt római katolikus temploma 1903-ban épült. Orgonáját Angster József pécsi mester építette.

## Kultúra
A KUD „Seljačka sloga” kulturális és művészeti egyesületet 1936-ban alapították. Az egyesület az évtizedek folyamán, a délszláv háború okozta megszakítással rendszeresen részt vett számos horvátországi kulturális eseményen. Jelenleg a felnőtt folklór szekciót Pavo Franjin, az egyesület elnöke, a tambura szekciót Boris Kiralj vezeti. Időközben Željko Bačić vezetésével megalakult a gyermek folklór szekció is. A falu télbúcsúztató népszokása a busójárás. Farsang vasárnapján a busók Petárda utcáit járják, hétfőn pedig a gyermek busójárást tartják.

## Oktatás
A falu iskoláját már 1785-ben említik, de később áthelyezték a beremendi plébániára. A falu első iskolaépülete 1847-ben épült, ekkor csak egy tanterem volt benne, a tanítás horvátul és magyarul folyt. A településen ma a pélmonostor-cukorgyári általános iskola négyosztályos területi iskolája működik.

## Sport
- NK „Dinamo” Baranjsko Petrovo Selo labdarúgóklub.
- ŠRD „Štuka” Baranjsko Petrovo Selo sporthorgászklub.

## Egyesületek
- DVD Baranjsko Petrovo Selo önkéntes tűzoltó-egyesület. Alapítva: 2000.
- LD „Fazan” Baranjsko Petrovo Selo vadásztársaság.
- UŽ Baranjsko Petrovo Selo nőegyesület.
- UHVIDR-a Baranjsko Petrovo Selo